# Parkbrug Kelbergenpad
Parkbrug Kelbergenpad (werktitel parkbrug 21D) is een bouwkundig kunstwerk in Amsterdam-Zuidoost.

## Inleiding
Het Kelbergenpad is sinds de inrichting van de K-buurt in Amsterdam Zuidoost een kilometerslang voet- en fietspad dat van noord naar zuid loopt. Ten zuiden van de wijk Kelbergen stuitte ze sinds de aanleg van de Gaasperdammerweg rond 1980 op een barrière. Van noord naar zuid moest het pad door middel van
- brug 1178 over de afwateringstocht van de weg getild worden
- viaducten brug 1087 en brug 1088 onder in- en uitvoegstroken van de weg gevoerd worden
- twee viaducten van Rijkswaterstaat onder de hoofdrijbaan van de weg gevoerd worden.

Toen het besluit werd genomen de Gaasperdammerweg ter plaatse te vervangen door de Gaasperdammertunnel sneuvelden deze vijf kunstwerken.

## Drie gemeentelijke bruggen

### Brug 1178
Brug 1178 was een zogenaamde duikerbrug. Ze maakte deel uit van een hele serie van dit soort bruggen waarvan er nog tientallen in Zuidoost liggen. Het zijn circa 32 meter lange kokers die onder het voet- en fietspad doorloopt en herkenbaar zijn aan de opstaande randen aan het eind van de duikerkoker. De koker was circa 4 meter breed. Deze variant werd gebouwd in 1974 en verdween rond 2015. 

### Bruggen 1087 en 1088
Met de sloop van bruggen 1087 en 1088 gingen twee creaties van Dirk Sterenberg van de Dienst der Publieke Werken verloren. Ze werden gebouwd omstreeks 1980, maar hielden het dus geen 35 jaar vol.

## Parkbrug Kelbergenpad
De bouw van die tunnel werd verricht onder supervisie van Rijkswaterstaat. In plaats van het Kelbergenpad onder de weg te laten kruisen, moest nu het Kelbergenpad over de tunnelbouw gevoerd worden. Daarbij werd het pad op maaiveldniveau vervangen door een behoorlijk stijgend pad, dat nog enigszins gangbaar werd gehouden door de brug scheef over de afwateringstocht te bouwen, waardoor weliswaar een langere brug nodig was, maar de hellingshoek werd geringer. In plaats van vijf kunstwerken kon volstaan worden met één. De werkzaamheden aan de brug begonnen in januari 2021 met de paalfundering voor de twee landhoofden en de twee brugpijlers in een tijdelijke zandvlakte. Op die paalfundering van de brugpijlers werd een betonnen plateau gezet, van waaruit twee v-vormige pijlers ontspruiten. De brugdekken werden met hijskranen op de pijlers geplaatst, waarna de onderliggende zandvlakte weer afgegraven werd tot afwateringstocht. Bijna alle onderdelen van de brug was prefab gebouwd door Bersselaar Constructie BV, zodat snel gebouwd kon worden en de brug er in hetzelfde jaar lag. Er moesten toen alleen nog aansluitingen gemaakt worden op het pad. De brug met een lengte van 60 meter en 6,6 meter breed werd in 2021 geopend.
De brug heeft een zusje: Parkbrug Nellesteinpad.